# Carcano Mod. 91
Pour les articles homonymes, voir Carcano.
Carcano est le nom d'une série de fusils militaires à verrou italiens. Les fusils et carabines Carcano furent utilisés par les Forces armées italiennes de la fin du XIXe siècle jusqu'au milieu du XXe siècle.
Ils furent utilisés durant la guerre italo-turque, la Première Guerre mondiale, la Seconde guerre italo-éthiopienne et au cours de la seconde Guerre mondiale par les soldats du royaume d'Italie et de la République sociale italienne, et par les forces éthiopiennes en 1940-1941.

## Histoire
Apparu en 1891, ce fusil était d'un calibre 6,5 × 52 mm. Il avait été développé par Salvatore Carcano à l'arsenal militaire de Turin en 1890 sous l'appellation Modèle 91 (M91), et fut produit de 1891 à 1941. Le M91 équipa la majorité des troupes italiennes pendant la Première Guerre mondiale.
Bien que ce fusil soit communément connu sous le nom de Mannlicher-Carcano et plus rarement Mauser-Paravicino, cette appellation maladroite n'a jamais été officielle — son nom officiel était simplement Modello 91ou il Novantuno. Le nom Mannlicher-Carcano est trompeur parce que le système de chargement à verrou était basé sur le verrou allemand de type Mauser, et non sur le verrou autrichien de type Mannlicher. En fait, l'appellation Mannlicher fait référence au fait que le fusil utilise un chargeur alimenté par le haut, verrou en position arrière, par une lame-chargeur contenant 6 cartouches, et facilitant grandement l'approvisionnement et d'un type inventé par Ferdinand Mannlicher.
Une version raccourcie du fusil, le Modèle 1938 (M 38), entre en production sous forme de fusil et de carabine en 1937 et fut utilisée par les troupes italiennes pendant la Seconde Guerre mondiale, quoique certaines troupes utilisaient encore le M 91. Une version légèrement modifiée, à long canon, fut également développée (Modèle 91/41 ou M 41).
Les M 1938 sont d'abord produits en calibre 7,35 × 51 mm, mais la production retombe sur l'ancien calibre 6,5 × 52 mm en 1940. Certaines carabines M 38 utilisèrent aussi le calibre allemand 7,92 × 57 mm Mauser, et sont probablement de production d'après-guerre, pour le Proche-Orient[réf. nécessaire].
Après la Seconde Guerre mondiale, l'Italie remplace les Carcano par le M-1, un fusil semi-automatique américain de calibre .30 (7,62 mm). De grandes quantités de Carcanos déclassés sont vendus sur les marchés canadien et américain à partir des années 1950.
Le plus célèbre modèle de Mannlicher-Carcano est le fusil M 91/38 en 6,5 × 52 mm, désigné par la commission Warren comme l'arme avec laquelle Lee Harvey Oswald a assassiné le président Kennedy à Dallas, le 22 novembre 1963. Oswald avait acheté le fusil par correspondance, pour un montant de 21,95 $, en même temps qu'un revolver (voir la facture).

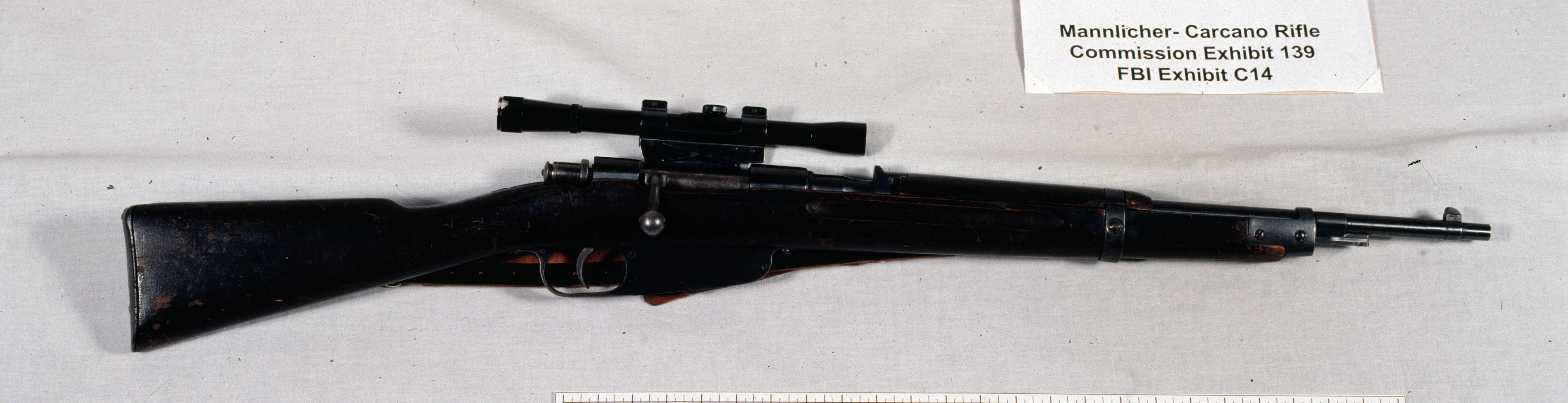
Le fusil de Lee Harvey Oswald, un Mannlicher-Carcano modèle 1938.

## Munitions
Bien qu'ayant la réputation d'être une arme imprécise et capricieuse, surtout après les tests américains post-1963, le Carcano est une arme très précise si le rechargement des cartouches est soigné.
Avec des projectiles de 6,6 ou 6,7 mm (variable d'une arme à l'autre) et une poudre adaptés, la précision est très bonne, voire excellente. Toutefois, le coût et le calibre particulier des projectiles nécessitent souvent qu'on le coule artisanalement afin d'en diminuer le prix et avoir une cartouche de qualité.
La visée est très particulière, mais une fois habitués, les tireurs réussissent des groupements en cibles très serrés.
La puissance de la cartouche est toutefois très inférieure aux standards de l'époque (8 × 57is, 7,5 × 54, GP11, .30-06...).
Son profil est également très particulier : l’ogive est très longue et sort presque entièrement de l’étui, la pointe est arrondie et prend vite le profil d'un cylindre...
Le calibre 7,35 mm (7,35 terni, rare) est simplement une adaptation de la cartouche de 6,5 mm et son rechargement encore plus délicat : aucune cartouche manufacturée n'existe, il faut les fabriquer entièrement.